# Стеббинс (Аляска)
Стеббинс (англ. Stebbins, инупиак Tapqaq) — город в зоне переписи населения Ном, штат Аляска, США.

## География
По данным Бюро переписи населения США площадь населённого пункта составляет 95,6 км², из них суша составляет 91,1 км², а водные поверхности — 4,5 км². Расположен в северной части острова Сент-Майкл, который находится в южной части залива Нортон.

## Население
По данным переписи 2000 года население города составляло 547 человек. Расовый состав: коренные американцы — 93,97 %; белые — 5,12 %; афроамериканцы — 0,18 %; представители двух и более рас — 0,73 %. Доля лиц в возрасте младше 18 лет — 47,2 %; лиц старше 65 лет — 4,6 %. Средний возраст населения — 20 лет. На каждые 100 женщин приходится 115,4 мужчин; на каждые 100 женщин в возрасте старше 18 лет — 114,1 мужчин.
Из 123 домашних хозяйств в 64,2 % — воспитывали детей в возрасте до 18 лет, 47,2 % представляли собой совместно проживающие супружеские пары, 11,4 % — женщины без мужей, 15,4 % не имели семьи. 12,2 % от общего числа хозяйств на момент переписи жили самостоятельно, при этом 0,8 % составили одинокие пожилые люди в возрасте 65 лет и старше. В среднем домашнее хозяйство ведут 4,45 человек, а средний размер семьи — 4,86 человек.
Средний доход на совместное хозяйство — $23 125; средний доход на семью — $28 214.

## Экономика
Экономика города основана на рыболовстве и охоте.